# Apaturia

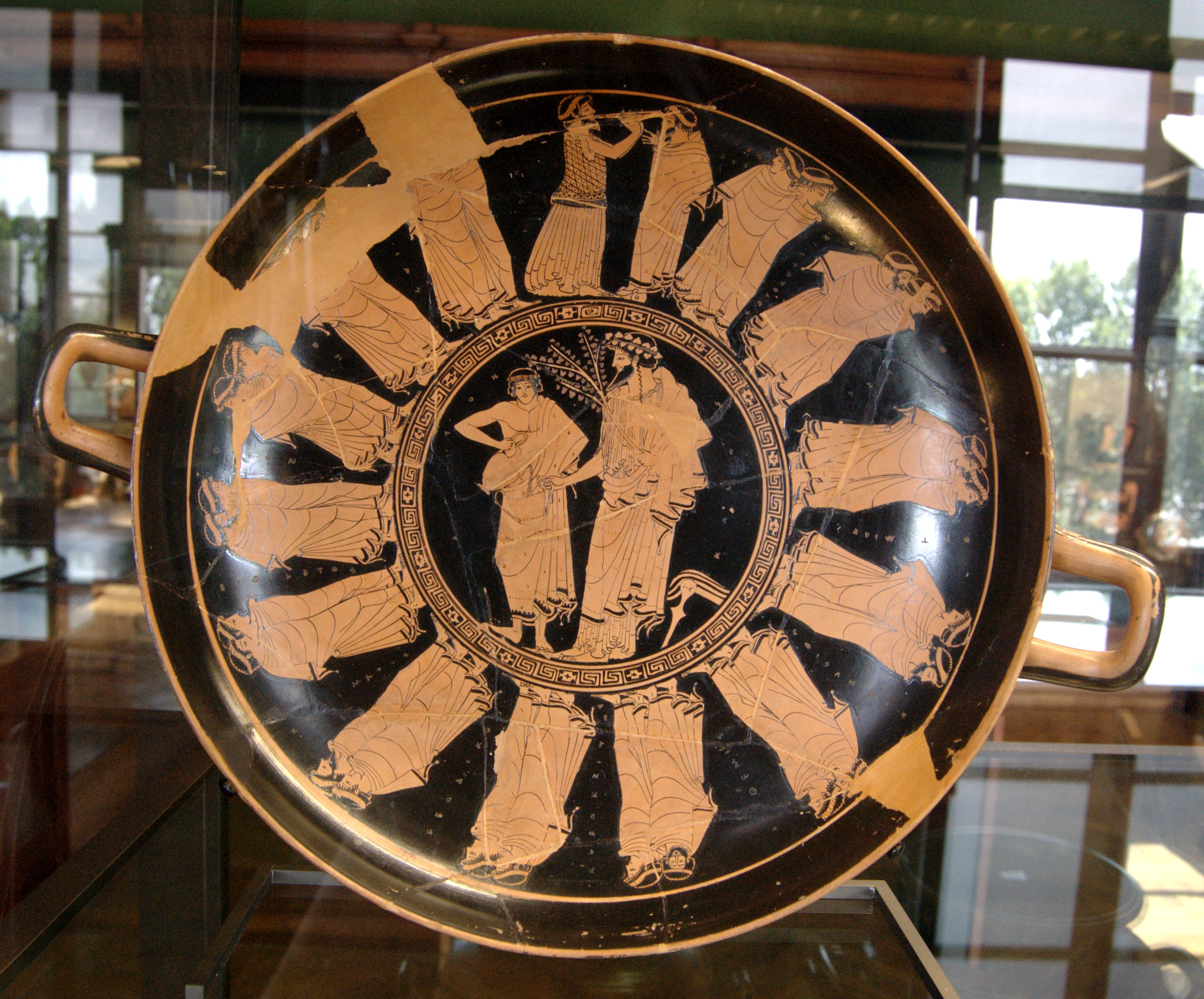
Schaal met Apaturia, Louvre

Apaturia (Grieks: Ἀπατούρια) waren oud-Griekse feesten die jaarlijks werden gehouden door alle Ionische steden behalve Efeze en Colophon. In Athene vonden de Apaturia plaats op de elfde, twaalfde en dertiende dag van de maand Pyanepsion (midden oktober tot midden november). De verschillende phratria, of clans, van Attica ontmoetten elkaar om hun aangelegenheden te bespreken en nieuwe leden toe te laten.
De naam betekent oorspronkelijk feest van de "gemeenschappelijke relatie". De volksetymologie legde een verband met de term ἀπάτη ("bedrog"). Dit verwijst naar een legende dat het feest in 1100 v. Chr. is ontstaan als een herdenking van een gevecht tussen een zekere Melanthus, die koning Thymoetes van Attica vertegenwoordigde, en koning Xanthus van Boeotië. Melanthus zette zijn tegenstander met succes op het verkeerde been door te roepen dat een man in een zwarte geitenhuid (geassocieerd met Dionysus) hem hielp.
Op de eerste dag van het feest, Dorpia of Dorpeia (Δορπεία) genoemd, was er 's avonds een banket op de vergaderplaats van de phratries, of in de woonhuizen van hun leden.
Op de tweede dag, Anarrhysis (van ἀναρρύειν, "het hoofd van het slachtoffer naar achteren trekken"), werd er een os geofferd aan Zeus en Athene.
Op de derde dag, Kureōtis (κουρεῶτις), werden de kinderen die geboren waren sinds het laatste feest door hun vaders of voogden aan de verzamelde leden van de phratria voorgesteld. Hun namen werden in een register vermeld, nadat er een eed was afgelegd op hun wettigheid en er een geit of een schaap was geofferd. De naam κουρεῶτις is afgeleid van κοῦρος, "jongeling", d.w.z. de dag van de jeugd. Een andere verklaring, die minder waarschijnlijk wordt geacht, is dat de naam te maken heeft met κείρω, "scheren", omdat bij deze plechtigheid de jongeren hun haar afknipten en het aan de goden offerden. De kinderen die in de puberteit kwamen, brachten wijnoffers aan Hercules. Op deze dag droegen jongens die nog op school zaten poëzie voor, waarvoor prijzen werden uitgereikt
Volgens Hesychius van Miletus was er ook een vierde dag, die Epiboa (ἐπίβδα) heette. Dit is echter een algemene term om de dag na een feest te omschrijven.